# Manthelan
Manthelan és un municipi francès, situat al departament de l'Indre i Loira i a la regió de Centre – Vall del Loira. L'any 2007 tenia 1.317 habitants.

## Demografia

### Població
El 2007 la població de fet de Manthelan era de 1.317 persones. Hi havia 531 famílies, de les quals 128 eren unipersonals (64 homes vivint sols i 64 dones vivint soles), 226 parelles sense fills, 165 parelles amb fills i 12 famílies monoparentals amb fills.
La població ha evolucionat segons el següent gràfic:
Habitants censats

### Habitatges
El 2007 hi havia 628 habitatges, 542 eren l'habitatge principal de la família, 50 eren segones residències i 36 estaven desocupats. 596 eren cases i 29 eren apartaments. Dels 542 habitatges principals, 402 estaven ocupats pels seus propietaris, 128 estaven llogats i ocupats pels llogaters i 12 estaven cedits a títol gratuït; 3 tenien una cambra, 28 en tenien dues, 108 en tenien tres, 146 en tenien quatre i 257 en tenien cinc o més. 426 habitatges disposaven pel capbaix d'una plaça de pàrquing. A 246 habitatges hi havia un automòbil i a 241 n'hi havia dos o més.

### Piràmide de població
La piràmide de població per edats i sexe el 2009 era:
| Homes | Edats   | Dones |
| ----- | ------- | ----- |
| 0     | 95 o +  | 4     |
| 8     | 90 a 94 | 4     |
| 8     | 85 a 89 | 20    |
| 16    | 80 a 84 | 4     |
| 24    | 75 a 79 | 44    |
| 24    | 70 a 74 | 32    |
| 40    | 65 a 69 | 48    |
| 36    | 60 a 64 | 32    |
| 48    | 55 a 59 | 28    |
| 28    | 50 a 54 | 28    |
| 44    | 45 a 49 | 36    |
| 40    | 40 a 44 | 24    |
| 40    | 35 a 39 | 64    |
| 36    | 30 a 34 | 36    |
| 24    | 25 a 29 | 32    |
| 16    | 20 a 24 | 12    |
| 16    | 15 a 19 | 32    |
| 44    | 10 a 14 | 44    |
| 48    | 5 a 9   | 20    |
| 32    | 0 a 4   | 28    |

## Economia
El 2007 la població en edat de treballar era de 764 persones, 576 eren actives i 188 eren inactives. De les 576 persones actives 527 estaven ocupades (294 homes i 233 dones) i 49 estaven aturades (16 homes i 33 dones). De les 188 persones inactives 71 estaven jubilades, 51 estaven estudiant i 66 estaven classificades com a «altres inactius».

### Ingressos
El 2009 a Manthelan hi havia 566 unitats fiscals que integraven 1.390,5 persones, la mediana anual d'ingressos fiscals per persona era de 16.283 €.

### Activitats econòmiques
Dels 61 establiments que hi havia el 2007, 4 eren d'empreses alimentàries, 5 d'empreses de fabricació d'altres productes industrials, 13 d'empreses de construcció, 12 d'empreses de comerç i reparació d'automòbils, 4 d'empreses de transport, 4 d'empreses d'hostatgeria i restauració, 1 d'una empresa financera, 2 d'empreses immobiliàries, 3 d'empreses de serveis, 8 d'entitats de l'administració pública i 5 d'empreses classificades com a «altres activitats de serveis».
Dels 18 establiments de servei als particulars que hi havia el 2009, 1 era una oficina de correu, 3 tallers de reparació d'automòbils i de material agrícola, 2 paletes, 2 guixaires pintors, 2 fusteries, 2 electricistes, 3 perruqueries i 3 restaurants.
Dels 6 establiments comercials que hi havia el 2009, 1 era una botiga de més de 120 m², 1 una botiga de menys de 120 m², 1 una fleca, 1 una peixateria, 1 una botiga de roba i 1 una botiga d'equipament de la llar.
L'any 2000 a Manthelan hi havia 36 explotacions agrícoles que ocupaven un total de 3.024 hectàrees.

## Equipaments sanitaris i escolars
L'únic equipament sanitari que hi havia el 2009 era una farmàcia.
El 2009 hi havia una escola elemental integrada dins d'un grup escolar amb les comunes properes formant una escola dispersa.

## Poblacions més properes
El següent diagrama mostra les poblacions més properes.